# 三菱・シリウスDASH3×2

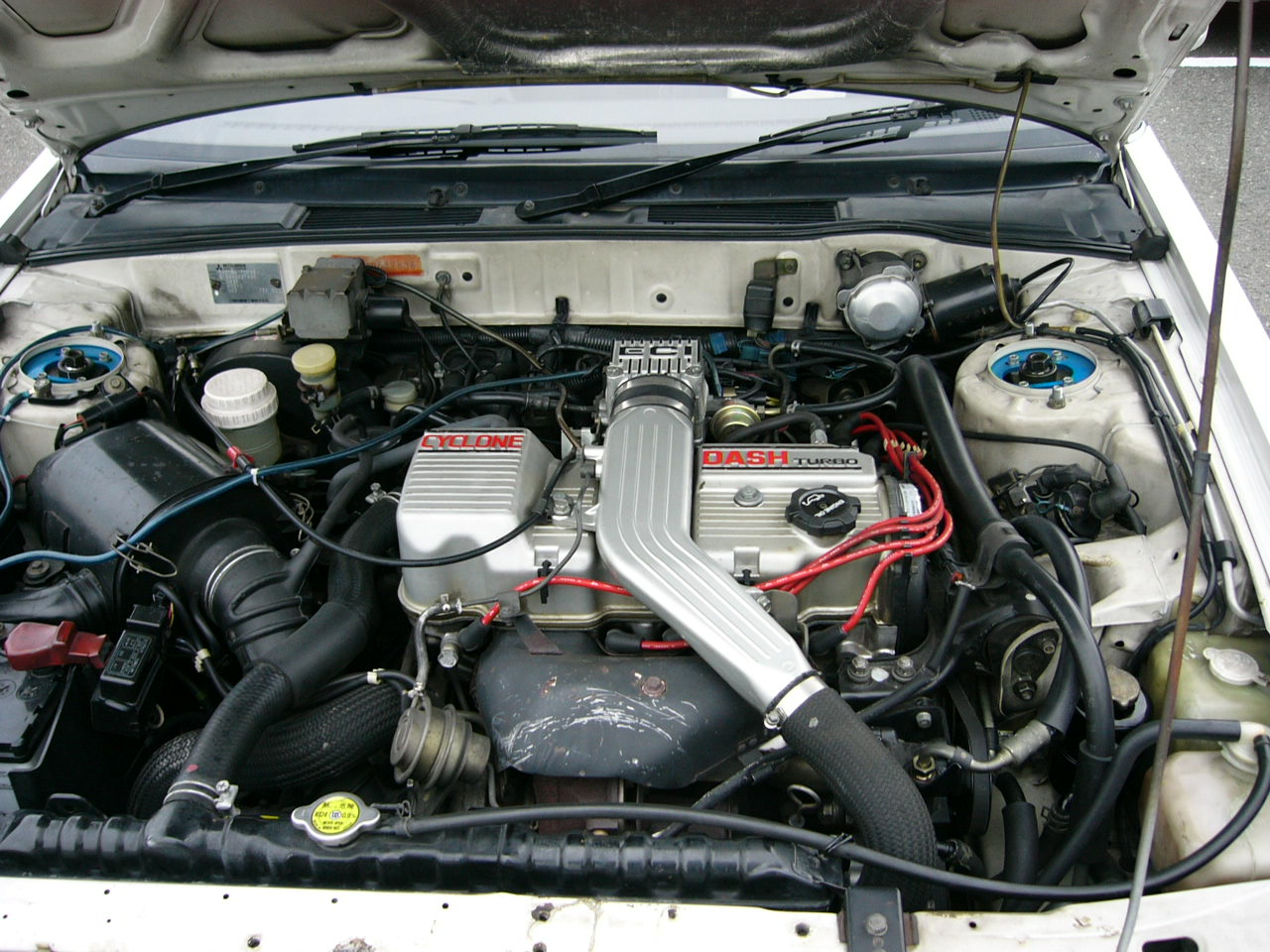
G63BサイクロンDASH 3x2エンジン（5代目ギャランΣ）

三菱・シリウスDASH3x2（みつびし・シリウス ダッシュ スリー バイ ツー）とは、三菱自動車工業が開発した可変バルブ機構を搭載したエンジンの名称である。後にサイクロンDash3x2に改名した。

## 概要
三菱自動車工業が、1984年に発売した日本初の可変バルブ機構（タイミング・リフト共に可変）を搭載したエンジンである。従来の直列4気筒G63B型を、SOHC3バルブ（吸気2、排気1）の可変バルブ機構に改良し、電子制御可変過給圧ターボとインタークーラーを装備したエンジンである。
低回転域では、吸気バルブ（φ29mm）は開度角232度、排気バルブは開度角272度のカムによって駆動される。バルブは吸気、排気側とも1個であり、2バルブとして機能する。これにより、小径バルブからの強いスワール渦をシリンダー内に発生させることが可能であり、さらにインテークマニホールド内の吸気流速を高め、慣性過給による充填効率が高まる。また、オーバーラップが30度と少なく、吸気の吹き抜けやインテークマニホールド内の排気ガスの吹き返しが無くなるので、アイドリング時に安定する。
高回転域では、φ29mmかつ開度角232度の吸気バルブに加え、もう一つの吸気バルブ（φ37mm）が開度角288度のハイカムによって駆動される。これにより、吸気2・排気1の3バルブとして機能する。大径バルブと小径バルブの両方を用いることで吸気抵抗が少なくでき、充填効率が高まることで高出力が得られる。
これは既成の気筒休止エンジン（MDエンジン）で使われているロッカーアームの切り替え技術を高回転側吸気バルブに応用したもので、切り替えは約2,500rpmで行われる。

## エンジンスペック
型式：シリウス（→サイクロン）G63B Dash3x2（インタークーラーターボ)
- 弁機構、気筒数 SOHC直列4気筒
- 内径X行程 85.0mm x 88.0mm
- 排気量 1,997cc
- 圧縮比 7.5
- 最高出力 (グロス値)200ps/6,000rpm (ネット値)170ps/5,800rpm
- 最大トルク (グロス値)28.5kgf·m/3,500rpm (ネット値)26.0kgf·m/3,000rpm
- カムプロファイル
  - 吸気低回転用カム　開弁:上死点前10度　閉弁:下死点後42度　カム作用角232度　Loバルブリフト
  - 吸気高回転用カム　開弁:上死点前34度　閉弁:下死点後74度　カム作用角288度　Hiバルブリフト
  - 排気用カム　開弁:下死点前72度　閉弁:上死点後20度　カム作用角272度
  - オーバーラップ　低回転時 30度　高回転時 54度
  - 高回転カム作動回転数　2,500rpm以上で作動

## 名前の由来
シリウスDASH3x2のうち、シリウスは60シリーズエンジンに付けられた名称である。1986年より順次、10・30・60シリーズがサイクロンに改名されていった。DASHは、Dual Action Super Headの略で、3x2は、高回転で3バルブ、低回転では2バルブで可変駆動されることから命名された。

## 搭載車種
- スタリオン（2000GSR-V）
- ギャランΣ（セダン・2000スーパーエクシード/ハードトップ・2000VR）
- エテルナΣ（同上）